# イスマイール・アブドゥラティフ
イスマイール・アブドゥラティフ（イスマーイール・アブドゥッラティーフ）（アラビア語: إسماعيل عبد اللطيف, ラテン文字転写：Ismail Abdul-Latif、Ismaeel Abdullatifとも）は、バーレーンのサッカー選手である。ポジションはフォワード、ミッドフィールダー。クウェート・プレミアリーグのアル・サールミーヤSC所属。
日本語では、「イスマイール・アブドゥルラティフ」などとも表記される。

## 経歴
サッカーバーレーン代表に選出されており、AFCアジアカップ2007などを戦っている。2010 FIFAワールドカップ・アジア予選のプレーオフではロスタイムにゴールを決めてプレーオフを制し、バーレーンを大陸間プレーオフへ導いた。
2011年のパンアラブ競技大会のサッカー決勝戦では決勝ゴールを決め、母国の優勝の立役者となった。